# Zamarada phratra
Zamarada phratra är en fjärilsart som beskrevs av Fletcher 1978. Zamarada phratra ingår i släktet Zamarada och familjen mätare. Inga underarter finns listade i Catalogue of Life.